# Tongariro
Tongariro – czynny wulkan w Nowej Zelandii, na Wyspie Północnej.
Wulkan położony jest około 20 km na południowy zachód od jeziora Taupō, jego wysokość wynosi 1978 m n.p.m. Geolodzy odkryli, że wulkan składa się z przynajmniej 12 stożków erupcyjnych (jednym z nich jest Ngauruhoe). Od 1839 r. wybuchał ok. 70 razy. Jedna z erupcji miała miejsce na przełomie 1974/75 r. Przedostatnia erupcja wulkanu miała miejsce w 1977 roku. 6 sierpnia 2012 roku wulkan wybuchł ponownie, wyrzucając z siebie pył i kamienie. Podczas erupcji nikt nie ucierpiał. Schronisko Ketetahi Hut leżące na zboczach wulkanu uległo uszkodzeniu.
Tongariro wchodzi w skład Parku Narodowego Tongariro, pierwszego nowozelandzkiego parku narodowego. Jest najbardziej na północ wysuniętym wulkanem tego parku.
Przez cały masyw tego wulkanu przebiega popularny szlak turystyczny Tongariro Alpine Crossing.